# 生田龍作
生田 龍作（いくた りゅうさく、1892年〈明治25年〉1月25日 - 没年不明）は、日本の政治家。全日本金属鉱山労働組合連合会中央執行委員長・栃木県県議会議員（後に副議長）。

## 略歴
- 1892年（明治25年） - 栃木県上都賀郡足尾町（現在の日光市足尾町）小滝爺ヶ沢にて誕生。
  - 足尾町立小滝尋常・高等小学校（現存せず）から旧制栃木県立宇都宮中学校（現・栃木県立宇都宮高等学校）に進学。
- 1945年（昭和20年） - 足尾労働組合同盟会会長に就任。
- 1947年（昭和22年） - 栃木県議会議員に当選。
  - 当時陸の孤島と化していた足尾の交通事情を改善する為に交通ルートの整備を行う。
- 1955年（昭和30年） - 同県議会副議長に就任。（1957年まで）

## 著作
- 『小滝応援歌』（作詞） - 作曲は佐野金太郎